# 武豊町コミュニティバス

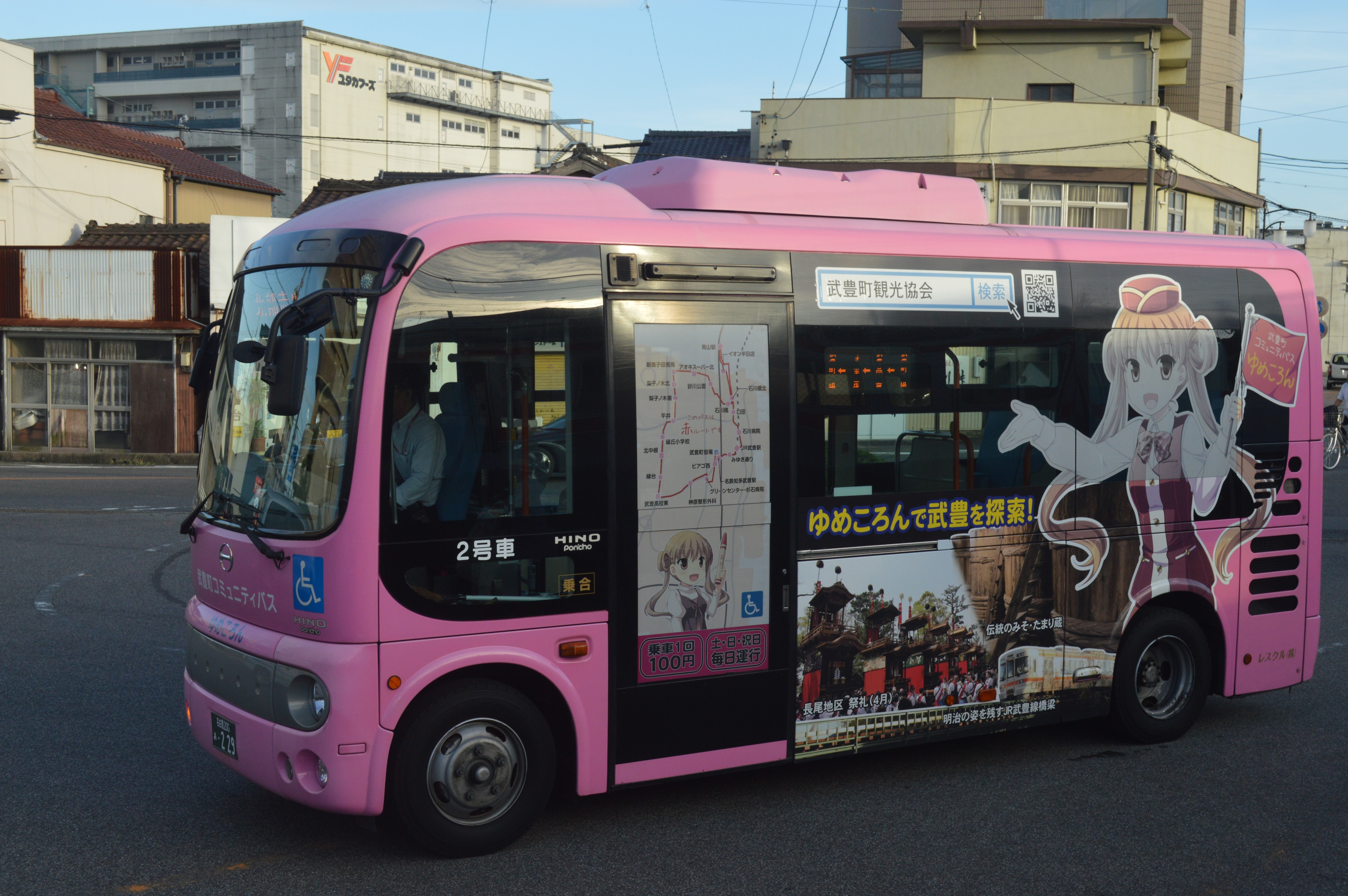
武豊町コミュニティバス

武豊町コミュニティバス（たけとよちょうコミュニティバス）は、愛知県知多郡武豊町が運行するコミュニティバス。愛称は「ゆめころん」。知多乗合に運行を委託している。

## 歴史
2003年（平成15年）、武豊町にてコミュニティバスの試験運行を3か月間行ったが、利用者が少なく本運行には至らなかった。
2010年（平成22年）7月27日から2013年（平成25年）7月までの3年間、フジキュー整備に運行を委託し、試験運行を開始した。試験運行終了後はプロポーザルの結果、知多乗合（知多バス）に委託先が変更され、試験運行時からの赤ルート・青ルート・緑ルート（左回り）・緑ルート（右回り）の4系統のまま、正式運行へと移行した。
2015年（平成27年）10月1日にルートを刷新。ピンク色のバスを使用する北部の赤ルートと、水色のバスを使用する南部の青ルートに統合された。赤ルートは利用者からの要望によりイオン半田店を経由するようになり、武豊町に隣接する半田市へ乗り入れるようになった。
2016年（平成28年）2月14日、知多半島のご当地萌えキャラユニット「知多娘。」の武豊町PRキャラクター「武豊乙姫」をデザインしたラッピングを車体に施し、これを記念して出発式などが行われた。また、同年10月1日に運行委託先が知多乗合からレスクルに変更された。
2018年（平成30年）10月1日からは半田市内の走行区間を延長し、名鉄河和線青山駅への乗り入れを開始した。なお同日から、知多乗合（知多バス）の半田・常滑線（知多半田駅 - 常滑駅 - 中部国際空港）も青山駅への乗り入れ、半田市もコミュニティバス「半田市公共交通バス（ごんくる）」の運行を開始した。これにより青山駅で各バスを乗り継ぐことで、中部国際空港や半田市内の各方面へのアクセスが容易になった。
2019年（令和元年）6月1日、赤ルートの最終便の時刻が10分繰り下げられた。また、同年10月1日にはダイヤ改正とルート変更を実施した。利用客の増加により乗降に時間がかかり遅延が目立つようになったため、1周回あたりの時間を伸ばし、1日の周回数を11本から9本に減らした。この際に青ルートは町中心部の中央公民館などを回る区間が追加された。また同時に、運行委託先がレスクルからフジキュー整備に再変更された。
2022年（令和4年）10月1日、青ルートのダイヤ改正とルート変更を実施し、知多武豊駅で常滑市コミュニティバスに乗継が可能となった。また同時に、運行委託先がフジキュー整備から知多乗合に再変更された。
2023年（令和5年）9月1日、青ルートにEVバスが導入された。
2024年（令和6年）11月1日、manaca・TOICAなど10種類の交通系ICカードを導入し、同時に乗降方式が「前乗り・後降り」から「後乗り・前降り」へ変更された。

## 運賃・乗車券類

### 乗車方法
- 1乗車100円均一、後払い方式。車内に両替機はないので、事前に小銭を用意する必要あり。
  - 障害者の介助者、未就学児は無料。2020年（令和2年）4月1日以降は、本人も無料。
  - 65歳以上の町内在住の運転免許証自主返納者と、70歳以上の町内在住者（運転免許証の有無を問わない）には、コミュニティバスの無料乗車券が交付される（役場窓口での申請が必要）。
  - 専用回数乗車券は車内で購入可能。

### 乗り継ぎ
- 起終点となる武豊町役場に限り、降車時に乗継券を受け取ることで、別ルートのバスへ無料で乗り継ぐことができる。
- 2019年の改定前は、乗継券は当日中の全便で有効だったが、2019年の改定後は、次に役場を発車するバスへの乗車時のみ有効に変更された。

## 路線
毎日運行。2023年度より年末年始も運行となった。以下、2019年改定後の主な停留所のみ記載。

### 北部赤ルート
- 武豊町役場 - 名鉄知多武豊駅 - MEGAドンキ西 - 武豊高校東 - 緑丘小学校 - 平井 - 新鹿ノ子田橋南 - 砂川公園 - イオン半田店 - 青山駅 - 口田 - JR武豊駅 - 名鉄知多武豊駅 - 武豊町役場

### 南部青ルート
- 武豊町役場 - JR武豊駅 - 地域交流センター・転車台 - 東大高交差点 - 富貴駅東 - 寺西 - 市原 - 総合体育館 - ゆめたろうプラザ - 中央公民館 - 上ゲ駅西 - 平井畑 - 中根 - 武豊中央公園 - 名鉄知多武豊駅 - 武豊町役場

## 車両
使用車両は北部赤ルートは武豊町が用意した日野・ポンチョ、南部青ルートは知多乗合よりリースされたBYD・J6で、当初はメーカー納入時の塗装（ピンク色および水色）で運行していた。運行開始時の4系統のルートでは、赤ルートにはピンク色の車両が、青ルートには水色の車両が、緑ルートは右回りと左回りで異なる色のバスが使われた。
2015年のルート再編以降は、北部赤ルートはピンク色の車両、南部青ルートは水色の車両に限定して使用されている。
車内の運転席後部は液晶ディスプレイが設置されており、各ルートや武豊町内の観光案内映像、町の制度やイベントの広報映像などを表示していた。これらの映像の一部は、武豊町役場の公式YouTubeチャンネルでも公開されている。2019年の改定以降はディスプレイは使用されていない。
前述のとおり、2016年に車体外部に武豊町PRキャラクター「武豊乙姫」をデザインしたラッピングを施しており、車内の自動放送も武豊乙姫役（2代目）の牛田有香の声が使用されている。2019年の青ルートの変更に際しては音声を追加録音して対応した。また2019年の改定前は、各ルートの案内映像などにも、武豊乙姫の3Dアニメーションモデルを使用した映像が使われていた。
レスクルが運行委託していた時期は、各ルートの専用車が点検などで使用できない場合に、レスクル所有の三菱ふそう製中型ワンステップバスが代走することもあった。現在は知多乗合所有のポンチョが代走する。